# Filips van Hohenlohe-Neuenstein
Filips Ernst van Hohenlohe-Neuenstein (17 februari 1550 - IJsselstein, 6 maart 1606), graaf van Hohenlohe zu Langenburg, was een Duits legeraanvoerder in Staatse dienst. Filips was de zoon van Lodewijk Casimir van Hohenlohe-Neuenstein en Anna van Solms-Lich. Op 7 februari 1595 huwde hij te Buren met Maria van Nassau (1556-1616). Het huwelijk bleef kinderloos, maar kort voor Hohenlohe's dood adopteerden ze de negenjarige Margrita Maria gravin van Falckenstein.
Filips van Hohenlohe, ook wel Hollock genoemd, was legeraanvoerder in dienst van de Republiek. Sinds 1575 had hij Willem I van Oranje gediend, en werd diens luitenant-generaal in Holland. Hohenlohe veroverde in 1576 Geertruidenberg, in 1577 Steenbergen, Tholen en Breda, maakte zich verdienstelijk tijdens het Beleg van Grave (1586) en later onder andere tijdens veroveringen van Helmond (1587), Mengen, en Gennep (1599). Hohenlohe leed echter ook nederlagen, zoals in 1580 op de Hardenbergerheide en De grote schans tegenover Zutphen, die hij in 1584 vergeefs een maand lang belegerde. In 1590 stichtte hij de schans bij 's-Hertogenbosch die later Fort Crèvecoeur zou worden.
Wegens zijn ervaring bleef hij na de moord op Willem in 1584 op verzoek van de Staten van Holland luitenant-generaal. Maurits was namelijk nog te jong om zijn vader op te volgen. Hohenlohe was een moedig, maar roekeloze aanvoerder. Bovendien was hij drankzuchtig. Nadat Maurits kapitein-generaal werd van de Republiek, werd de verhouding tussen hem en Hohenlohe geleidelijk aan slechter. Maurits vond hem onbetrouwbaar; Hohenlohe kon geen geheimen bewaren. Aan de slechte verhouding heeft echter ook een privé-zaak bijgedragen. Hohenlohe had in 1582 van Willem van Oranje toestemming gekregen om te trouwen met zijn oudste dochter, Maria van Nassau. Het huwelijk had nog niet plaatsgevonden vanwege de financiële situatie van beiden. Er ontstond na de moord onenigheid over de erfenis van Willem van Oranje. De rechtmatige erfgenaam van Willem van Oranje was Filips Willem, maar hij zat gevangen in Spanje. Maria, tweede in lijn, had sinds 1584 het beheer over zijn bezittingen gevoerd, en na de verovering van Breda, onderdeel van de bezittingen, zou Maria eindelijk voldoende financiën verkrijgen om te kunnen trouwen. Hohenlohe zou na het huwelijk met Maria, het beheer over een belangrijk deel van de erfenis van Willem van Oranje overnemen. Maurits was het daar niet mee eens, en in 1591 splitste de Staten-Generaal de bezittingen. Maria van Nassau kreeg alleen de via moederszijde geërfde bezittingen, de Burense goederen (Buren, Leerdam, IJsselstein, Sint Maartensdijk met het verdronken land van Noord-Beveland). Jarenlange juridische strijd leverde niets meer op. Hohenlohe trouwde in 1595 met Maria van Nassau.
In de jaren 1592 - 94 speelde hij een hoofdrol in een geheim plan om Groningen los te weken uit de Unie van Atrecht, waarnaar de stad was overgelopen bij het Verraad van Rennenberg in 1580. Het was de bedoeling van de complotteurs om de landsheerlijkheid over Groningen op te dragen aan hertog Hendrik Julius van Brunswijk-Wolfenbüttel, die vervolgens de graaf van Hohenlohe zou benoemen tot stadhouder. Toen de Staten-Generaal echter lucht kregen van het plan, spraken ze er hun veto over uit.
Tijdens de veldtocht van 1597 diende Hohenlohe nog onder Maurits, maar hij raakte na het huwelijk steeds meer geïsoleerd. Maurits stelde hem nauwelijks nog op in zijn leger. Het dieptepunt in de relatie met Maurits was in 1600, toen hij Hohenlohe ontsloeg als luitenant-generaal van Holland en Zeeland.
In 1604 werd Hohenlohe ziek en kreeg verlammingsverschijnselen. Na zijn dood werd het lichaam door zijn vrouw naar Öhringen (Baden-Württemberg) gebracht, waar het werd bijgezet in het familiegraf in de Stiftskerk St. Petrus en St. Paulus.